# Katastrofa kolejowa w Buenos Aires (2012)
Katastrofa kolejowa w Buenos Aires – wypadek kolejowy, która miała miejsce 22 lutego 2012 w dzielnicy Balvanera, w stolicy Argentyny, Buenos Aires. Około godz. 8:30, w godzinach porannego szczytu, pociąg wjechał na stację Estación Once de Setiembre i nie zatrzymał się, prawdopodobnie z powodu niesprawnych hamulców. Skład zderzył się z pociągiem stojącym przy peronie. Pociągiem jechało do pracy 1500 osób. Zginęło 51 osób, 703 zostały ranne.